# پتروشیمی کردستان
شرکت پتروشیمی کردستان،شرکت پتروشیمی ایرانی است که با ظرفیت اسمی، تولید ۳۰۰ هزارتن پلی اتیلن سبک در سال در زمینی به مساحت ۱۲۹ هکتار و با سرمایه‌گذاری ارزی ۲۵۷ میلیون یورو ساخته شده است.
کار احداث پتروشیمی کردستان از سال ۱۳۸۴ آغاز شد، اما به علت تحریم‌ها تا سال ۱۳۸۹ متوقف ماند و از آن سال به بعد مجدداً فعالیت خود را از سر گرفت. شرکت پتروشیمی کردستان در ۵ فروردین ۱۳۹۶ به صورت رسمی افتتاح گردید.
پتروشیمی کردستان بزرگ‌ترین سرمایه‌گذاری صنعتی در کردستان به‌شمار می رودو یکی از زیر مجموعه‌های شرکت پتروشیمی باختر در مسیر خط لوله اتیلن غرب به‌شمار می‌رود. تولیدات این شرکت در بورس کالاتهران عرضه می‌شود و کاربرد اصلی محصول پتروشیمی کردستان، خوراک واحدهای پایین دستی، تولیدکننده انواع فیلم پلی اتیلن، فوم پلی اتیلن، روکش سیم و کابل، قطعات پلاستیکی است.